# Даунс, Эндрю
Эндрю Даунс (англ. Andrew Downes; 20 августа 1950, Бирмингем, Англия — 2 января 2023) — британский композитор и музыкальный педагог. С 1992 по 2005 год возглавлял Школу композиции и творческих исследований Бирмингемской консерватории. Его произведения исполнялись и транслировались по всему миру.

## Биография
Родился в семье известного музыканта из Мидлендса, отец, Фрэнк Даунс, был валторнистом Симфонического оркестра Бирмингема и оркестра BBC Midland Light. Эндрю рос живым и общительным ребёнком.
Учился в колледже Св. Иоанна в Кембридже (был зачислен на стипендию), по окончании получил степень магистра композиции. В 1974 году продолжил обучение у Герберта Хауэллса в Королевском музыкальном колледже.
В 1990 году возглавил Школу композиции и творческих исследований Бирмингемской консерватории, с 1992 года — профессор. В 2005 году оставил преподавание в Консерватории по состоянию здоровья и вышел на пенсию. Продолжал творческую работу композитором-фрилансером.
Состоял членом Королевского общества искусств.
Умер 2 января 2023 года на 73 году жизни после продолжительной борьбы с болезнью (Даунс с юности страдал от болезни Бехтерева, которую усугубил несчастный случай в 2009 году, приведший к постоянной параплегии (паралич пары, верхней и нижней, конечностей)).

## Память
Ещё при жизни композитора Бирмингемская консерватория, при поддержке семьи Даунса, учредила приз его имени (англ. The Andrew Downes Performance Prize). Обладатель приза определяется на конкурсе, открытом для всех студентов вокальных, инструментальных и дирижёрских специальностей (кроме первых курсов) и аспирантов, приглашаются солисты и ансамбли. Соискатель приза должен исполнить музыкальное произведение Эндрю Даунса вместе с произведениями других британских композиторов, родившихся после 1949 года.

## Творчество
Творчество Эндрю Даунса включает оперу, шесть симфоний, многочисленные концерты и камерные произведения, песенные циклы, фортепианную музыку и большое количество хоровой и духовной музыки. Его произведения исполнялись во многих ведущих концертных залах, соборах и на фестивалях по всему миру, а также транслировались на BBC Radio 2, 3 и 4, BBC TV, Чешском радио, France Musique, итальянском телевидении, Австрийском радио, голландском радио и Центральном пекинском радио.
Для открытия Зала Адриана Боулта в Бирмингеме в 1986 году Даунс сочинил «Болота Глинна», а его «Танцы с огнём на столетие» были впервые исполнены на фестивале столетия фейерверков и музыки в Бирмингеме. Он написал увертюру для Фестиваля трёх хоров. Его вокальная музыка включает песни для хора девушек Cantamus, песенные циклы для Сары Уокер и тенора Джона Митчинсона, транслировавшиеся на BBC Radio 3, а также гимны для BBC 4 Daily Service.
Писал сочинения для валторн, в том числе сонату для восьми валторн для валторнного октета Университета Нью-Мексико и сюиту для шести валторн для Венского валторнного общества. После успешной записи Сонаты для восьми валторн валторнистами Чешского филармонического оркестра Даунсу было поручено написать Концерт для четырёх валторн с оркестром для оркестра, который играл в Дворжаковском зале в Праге в феврале и марте 2002 года. В марте 2003 года произведение было записано для трансляции на Чешском радио. В 2005 году Даунс вернулся в Прагу, чтобы присутствовать при исполнении чешскими филармонистами его «Пяти драматических пьес для восьми вагнеровских туб».
Даунс сочинил «Песню орла» для ансамбля флейт Университета Джеймса Мэдисона в Вирджинии, а также Концерт для двух фортепиано для дуэта «Скарамуш», Сонату для восьми пианистов для солистов из Франции, Италии и Великобритании. Он написал «Мелу Камавардхани» для музыкантов индо-джаз-фьюжн в Калькутте, Дели и Бомбее, а также «Фанфары для госпожи спикер» в честь назначения члена парламента Бетти Бутройд на пост канцлера Открытого университета в 1994 году. Инструментальная музыка включала Концерт для двух гитар, написанный для Саймона Диннигана и Фреда Т. Бейкера, игравших со струнной секцией симфонического оркестра Бирмингема, Концертную увертюру «Навстречу новому веку», заказанную к 150-летию Британского института инженерной механики, премьера которой состоялась в Симфоническом зале Бирмингема в исполнении Королевского филармонического оркестра, и Сюиту для духового секстета, написанную для духового секстета Чешской филармонии.

## Личная жизнь
Состоял в браке с 1976 года. Жена — Синтия, она издавала его музыку в компании Lynwood Music. У Даунса были две дочери, обе музыкантки: скрипачка Анна Даунс и певица Паула Даунс. У него также осталось четверо внуков.